# لارس هانسن (كرة سلة)
لارس هانسن (بالدنماركية: Lars Hansen)‏ مواليد 27 سبتمبر 1954 في كوبنهاغن، هو لاعب كرة سلة كندي معتزل. بدأ مسيرته الاحترافية في سنة 1976. تم اختياره من قبل فريق شيكاغو بولز خلال الدرافت. يحمل الرقم 22. يبلغ طوله 6 قدم 10 بوصة (2.1 م). مثّل منتخب بلاده. شارك في دورة الألعاب الأولمبية الصيفية سنة 1976. اعتزل اللعب في 1982.

## المسيرة الاحترافية
لعب مع أولمبيا ميلانو في الدوري الإيطالي من سنة 1976 إلى 1978، ثم لعب مع سياتل سوبرسونيكس في موسم 1978–1979، ثم لعب مع نادي فيرول لكرة السلة في الدوري الإسباني في موسم 1980–1981، ثم لعب مع نادي برشلونة لكرة السلة في موسم 1981–1982.

## روابط خارجية
- لارس هانسن على موقع الاتحاد الدولي لكرة السلة (الإنجليزية)
- لارس هانسن على موقع إن بي أي (الإنجليزية)
- لارس هانسن على موقع سبورتس رفرنس (الإنجليزية)
- لارس هانسن على موقع كلية كرة السلة في سبورتس رفرنس.كوم (الإنجليزية)
- لارس هانسن على موقع ريلجم (الإنجليزية)
- لارس هانسن على موقع بروبوليرز (الإنجليزية)
- لارس هانسن على موقع سبورتس رفرنس (الإنجليزية)
- لارس هانسن على موقع أوليمبيديا (الإنجليزية)